# Philodendron brandtianum
Philodendron brandtianum är en kallaväxtart som beskrevs av Kurt Krause. Philodendron brandtianum ingår i släktet Philodendron och familjen kallaväxter. Inga underarter finns listade.